# Tinka Kurti
Tinka Kurti naît le 17 décembre 1932 à Sarajevo, en Bosnie-Herzégovine (à l'époque en Yougoslavie). Elle est actrice de théâtre et de cinéma albanaise.

## Biographie
Tinka Kurti naît à Sarajevo le 17 décembre 1932 et grandit à Shkodra.
Sa longue carrière lui permet d'interpréter plus de 250 rôles.
Son fils unique, Zef, est décédé en 2018 d'une crise cardiaque.